# Rhinognatha scopigera
Rhinognatha scopigera är en fjärilsart som beskrevs av Moore 1885. Rhinognatha scopigera ingår i släktet Rhinognatha och familjen nattflyn. Inga underarter finns listade.